# 여원로
여원로(Yeowon-ro)는 경기도 여주시 월송동 월송 교차로와 강원특별자치도 원주시 문막읍 건등사거리를 잇는 도로이다.

## 역사
- 1997년 6월 13일 : 여주군 여주읍 교리 ~ 강천면 부평리 10.3km 구간을 자동차 전용도로로 지정[1]
- 1999년 12월 28일 : 경기도 여주군 강천면 부평리 ~ 강원도 원주시 문막읍 건등리 9.42km 구간 자동차 전용도로로 지정[2]
- 2000년 1월 1일 : 경기도 여주군 강천면 부평리 ~ 강원도 원주시 문막읍 건등리 8.12km 구간 확장 개통, 기존 7.035km 구간 폐지[3]
- 2007년 7월 13일 : 여주우회도로(여주군 여주읍 홍문리 ~ 능서면 왕대리) 3km 구간 확장 개통[4]
- 2007년 12월 16일 : 여주우회도로 개통으로 기존 여주군 능서면 왕대리 ~ 여주읍 홍문리 2.54km 구간 폐지[5]
- 2009년 7월 10일 : 2개 이상 시·도에 걸쳐 있는 도로로 여원로를 고시[6]

## 주요 경유지
경기도
- 여주시 (월송동 - 여흥동 - 강천면)

강원특별자치도
- 원주시 문막읍

## 노선
- (■): 자동차 전용도로 구간

| 이름                                | 접속 노선                   | 소재지          | 소재지                                                     | 비고                   |
| 여주북로와 직결                     | 여주북로와 직결             | 여주북로와 직결 | 여주북로와 직결                                            | 여주북로와 직결        |
| ----------------------------------- | --------------------------- | --------------- | ---------------------------------------------------------- | ---------------------- |
| 월송 교차로                         | 지방도 제333호선 (여주남로) | 여주시          | 중앙동                                                     | 국도 제37, 42호선 구간 |
| 월송교 교리교                       |                             | 여주시          | 중앙동                                                     | 국도 제37, 42호선 구간 |
| 교리 교차로                         | 국도 제37호선 (세종로)      | 여주시          | 여흥동                                                     | 국도 제37, 42호선 구간 |
| 연양 교차로                         | 지방도 제345호선 (주내로)   | 여주시          | 여흥동                                                     | 국도 제42호선 구간     |
| 이호대교                            |                             | 여주시          | 여흥동                                                     | 국도 제42호선 구간     |
| 강천면                              |                             | 여주시          |                                                            | 국도 제42호선 구간     |
| 이호육교                            |                             | 여주시          |                                                            | 국도 제42호선 구간     |
| 이호 교차로                         | 강문로                      | 여주시          |                                                            | 국도 제42호선 구간     |
| 간매 교차로                         | 강문로                      | 여주시          |                                                            | 국도 제42호선 구간     |
| 여주터널                            |                             | 여주시          | 국도 제42호선 구간 연장 750m                               |                        |
| 부평 교차로                         | 부평로                      | 여주시          | 국도 제42호선 구간                                         |                        |
| 부평터널                            |                             | 여주시          | 국도 제42호선 구간 원주 방면 연장 478m 여주 방면 연장 446m |                        |
| 부평터널                            | 원주시                      | 문막읍          | 국도 제42호선 구간 원주 방면 연장 478m 여주 방면 연장 446m |                        |
| 사작교                              | 원주시                      | 문막읍          |                                                            | 국도 제42호선 구간     |
| 대둔 나들목                         | 원주시                      | 문막읍          | 원문로                                                     | 국도 제42호선 구간     |
| 동수1교 동수2교 동수교 반계1교      | 원주시                      | 문막읍          |                                                            | 국도 제42호선 구간     |
| 반계 나들목 (반계2교)               | 원주시                      | 문막읍          | 반산2로 원문로                                             | 국도 제42호선 구간     |
| 반계3교 문막대교 문막육교           | 원주시                      | 문막읍          |                                                            | 국도 제42호선 구간     |
| 문막 나들목 (문막사거리)            | 원주시                      | 문막읍          | 영동고속도로 토평길                                        | 국도 제42호선 구간     |
| 건등교                              | 원주시                      | 문막읍          |                                                            | 국도 제42호선 구간     |
| 건등사거리 (문막고속시외버스정류소) | 원주시                      | 문막읍          | 국가지원지방도 제49호선 (원문로) 왕건로                    | 국도 제42호선 구간     |
| 원문로와 직결                       |                             |                 |                                                            |                        |

## 주의사항
이 도로는 자동차전용도로이므로 자전거, 보행자는 통행할 수 없다. 이륜자동차(모터사이클 혹은 오토바이)는 긴급자동차(싸이카 및 소방용 모터사이클 등)에 한해 통행이 가능하며, 그 밖의 이륜자동차는 통행할 수 없다. 우회도로로는 구 국도가 있다.